# Monastero di Santa Chiara (film)
Pour les articles homonymes, voir Monastero di Santa Chiara.
Pour plus de détails, voir Fiche technique et Distribution.
Monastero di Santa Chiara est un melodramma strappalacrime italien réalisé par Mario Sequi et sorti en 1949.

## Synopsis
La chanteuse juive Ester di Veroli a deux admirateurs : Rudolf, un officier SS, et le Napolitain Enrico. L'ancienne compagne de Rudolf, l'Allemande Greta, jalouse d'Ester, fait arrêter cette dernière qui a trouvé refuge chez un prêtre.
Mais Rudolf, au lieu de l'emmener en prison, la confie aux religieuses du monastère de Sainte-Claire, qui est cependant détruit par un bombardement. Ester part alors à la recherche de Rudolf, mais tombe entre les mains de sa rivale et se retrouve dans un camp de concentration, où elle est heureusement libérée grâce à l'arrivée des Alliés. Elle est alors recueillie par le directeur du théâtre qui l'accompagne au piano et retrouve Enrico, qui s'enrichit dans des affaires louches.
Ester est cependant attirée dans un piège par sa rivale et tous deux meurent, tués par des coups de feu.

## Fiche technique
- Titre original : Monastero di Santa Chiara[1] (litt. « Monastère de Sainte-Claire »)
- Réalisation : Mario Sequi
- Scénario : Fulvio Palmieri, Mario Sequi, Michele Galdieri, Vinicio Marinucci
- Photographie : Marco Scarpelli (cadreur), Piero Portalupi
- Montage : Guido Bertoli
- Musique : Roman Vlad
- Décors : Angelo Zagame (it)
- Sociétés de production : Avis Film
- Pays de production :  Italie
- Langue originale : italien
- Format : Noir et blanc - son mono
- Durée : 80 minutes
- Genre : Melodramma strappalacrime
- Dates de sortie : 
  - Italie : 11 mars 1949

## Distribution
- Edda Albertini : Ester di Veroli
- Massimo Serato : Rudolf
- Nyta Dover : Greta
- Lamberto Picasso : bagnard allemand
- Nino Manfredi : Enrico
- Italia Marchesini : Filomena femme
- Paolo Reale : Ciccillo
- John Kitzmiller : nègre
- Mario Corte : prêtre
- Fausto Guerzoni : pensionnaire
- Eduardo Passarelli : prestidigitateur
- Bianca Doria : sœur du prêtre
- Saro Urzì : directeur de théâtre
- Amalia Pellegrini : tante Inès
- Felice Minotti : prisonnier
- Alberto Moravia : lui-même
- Piero Sadun : lui-même